# Centro Nacional de Desaparecidos
El Centro Nacional de Desaparecidos (CNDES) de España es un órgano del Ministerio del Interior responsable de coordinar la información sobre personas desaparecidas. Está integrado por criminólogos, psicólogos y psiquiatras.
El 23 de septiembre de 2016, el ministro del Interior Juan Ignacio Zoido, anunció durante su primera comparecencia en el Congreso la creación de este centro, que era una de las grandes demandas realizadas desde las asociaciones de personas desaparecidas. El secretario de Estado de Seguridad, José Antonio Nieto, anunció el 31 de enero de 2017 que el Centro Nacional de Desaparecidos, estaría listo antes de finalizar el primer semestre de 2017 para coordinar todas las fuerzas de seguridad públicas y privadas. El 29 de junio de ese año fue puesto en funcionamiento.
El órgano controla y aúna datos de búsqueda de todas las personas desaparecidas y restos humanos sin identificar para esclarecer los hechos con criterios de trabajo comunes.
Este organismo impulsa la coordinación y cooperación de los Cuerpos y Fuerzas de Seguridad del Estado, a quienes se incorporan las unidades de Policía Local e incluso las agencias de seguridad privada y las asociaciones de personas desaparecidas para que las pautas de búsqueda sean fijadas con unos criterios homogéneos.
Asimismo elabora y difunde información periódica a través de una página web para orientar la colaboración ciudadana y evitar las pistas falsas que a menudo se producen en los casos de personas desaparecidas. Un equipo de expertos formado por profesionales multidisciplinares en materia de Seguridad, Salvamento y Rescate, psicólogos, criminólogos, psiquiatras y forenses apoyan el trabajo del centro.